# Barringtonia palawanensis
Barringtonia palawanensis är en tvåhjärtbladig växtart som beskrevs av Pranom Chantaranothai. Barringtonia palawanensis ingår i släktet Barringtonia och familjen Lecythidaceae. Inga underarter finns listade i Catalogue of Life.